# チン・シュウホウ
チン・シュウホウ（銭 小豪、Chin Siu-ho、1963年1月26日 - ) 香港出身の俳優。本名は錢嘉華。

## 出演作品
- 少林拳対武当拳 (1980年)
- 仮面復讐拳 (1981年)
- 霊幻道士 (1985年)
- セブンス・カース (1986年)
- 精霊少女組（キョンシー・シスターズ） (1986年)
- 香港近未来バイオレンス 爆烈戦士 (1986年)
- シティーガール (1987年)
- 復讐の夜想曲（ノクターン） (1987年)
- 狼の墓場 (1988年)
- 香港極道 野獣刑事（デカ） (1988年)
- 香港レディ・レポーター (1989年)
- 霊幻道士5 ベビーキョンシー対空飛ぶドラキュラ! (1989年)
- ジョイ・ウォンの 妖女伝説 (1992年)
- 霊幻道士7 ラストアクションキョンシー (1992年)
- マスター・オブ・リアル・カンフー 大地無限 (1994年)
- フィスト・オブ・レジェンド 怒りの鉄拳 (1994年)
- ミレニアムドラゴン (1999年)
- 新・少林寺I 天下争覇の巻 (1999年) テレビ映画
- 新・少林寺II 泰王悲恋の巻 (1999年) テレビ映画
- 新・少林寺III 十三棍僧の巻 (1999年) テレビ映画
- 新・少林寺IV 武勇至尊の巻 (1999年) テレビ映画
- 追憶の切符 (2008年)
- 復讐の絆 Revenge:A Love Story (2010年)
- 三国志英傑伝 関羽 (2011年)
- キョンシー (2013年) チン・シュウホウ役[1]
- 霊幻道士 こちらキョンシー退治局 (2017年)
- 霊幻道士Q 大蛇道士の出現! (2018年) ハオ道士役
- 霊幻道士Ⅹ 最強妖怪キョンシー現る (2019年)
- 呪術大戦 陰陽五派　火龍vs白虎 (2020年)
- 霊幻道士XI 燃えよ!九叔道士の桃剣 (2021年)
- 霊幻道士XII 英叔復活だョ!全員集合 (2021年)